# Station Wróblin Głogowski
Station Wróblin Głogowski is een spoorwegstation in de Poolse plaats Głogów.